# Volby do Knesetu 2003
Volby do 16. Knesetu se v Izraeli konaly 28. ledna 2003. Výsledkem bylo jednoznačné vítězství Arielem Šaronem vedeného Likudu.

## Výsledky
| strana                            | hlasů     | % hlasů | křesel na začátku funkčního období | křesel na konci funkčního období |
| --------------------------------- | --------- | ------- | ---------------------------------- | -------------------------------- |
| Likud                             | 925 279   | 29,39 % | 38                                 | 27                               |
| Strana práce-Mejmad               | 455 183   | 14,46 % | 19                                 | 21                               |
| Šinuj                             | 386 535   | 12,28 % | 15                                 | 2                                |
| Šas                               | 258 879   | 8,22 %  | 11                                 | 11                               |
| Národní jednota                   | 173 973   | 5,52 %  | 7                                  | 4                                |
| Merec-Jachad a Demokratická volba | 164 ,122  | 5,21 %  | 6                                  | 6                                |
| Národní náboženská strana         | 132 370   | 4,20 %  | 6                                  | 4                                |
| Sjednocený judaismus Tóry         | 135 087   | 4,29 %  | 5                                  | 0                                |
| Chadaš-Ta'al                      | 93 819    | 2,98 %  | 3                                  | 2                                |
| Am Echad                          | 86 808    | 2,76 %  | 3                                  | 0                                |
| Balad                             | 71 299    | 2,26 %  | 3                                  | 3                                |
| Jisra'el be-Alija                 | 67 719    | 2,15 %  | 2                                  | 0                                |
| Sjednocená arabská kandidátka     | 65 551    | 2,08 %  | 2                                  | 2                                |
| Neúspěšní                         | 128 740   | 4.09 %  | 0                                  | 0                                |
|                                   |           |         |                                    |                                  |
| Celkem                            | 3 145 364 | 100 %   | 120                                | 120                              |
| Kadima                            | -         | -       | 0                                  | 14                               |
| Hec                               | -         | -       | 0                                  | 9                                |
| Jisra'el Bejtejnu                 | -         | -       | 0                                  | 4                                |
| Agudat Jisra'el                   | -         | -       | 0                                  | 3                                |
| Degel ha-Tora                     | -         | -       | 0                                  | 2                                |
| Národní domov                     | -         | -       | 0                                  | 2                                |
| Achi                              | -         | -       | 0                                  | 2                                |
| Ta'al                             | -         | -       | 0                                  | 1                                |
| Calaš                             | -         | -       | 0                                  | 1                                |
| Noj                               | -         | -       | 0                                  | 0                                |
| Ha-Olim                           | -         | -       | 0                                  | 0                                |

### Neúspěšní
| strana                      | hlasů  | %      |
| --------------------------- | ------ | ------ |
| Ale Jarok                   | 37 855 | 1,20 % |
| Cherut - Národní hnutí      | 36 202 | 1,15 % |
| Národní progresivní aliance | 20 571 | 0,65 % |
| Zelení                      | 12,833 | 0,41 % |
| Jisra'el Acheret            | 7 144  | 0,23 % |
| Ahavat Jisra'el             | 5 468  | 0,17 % |
| Comet                       | 2 023  | 0,06 % |
| Centristická strana         | 1 961  | 0,06 % |
| Da'am                       | 1 925  | 0,06 % |
| Hec                         | 1 566  | 0,05 % |
| Spravedlnost pro všechny    | 1 284  | 0,04 % |
| Lahava                      | 1 181  | 0,04 % |
| Za'am                       | 894    | 0,03 % |
| Leeder                      | 833    | 0,03 % |

## Šestnáctý Kneset
Ariel Šaron zformoval 30. vládu 28. února 2003. V jeho koalici byly kromě Likudu strany Šinuj a Národní jednota (Jisra'el be-Alija se krátce po volbách sloučila s Likudem). 3. března se ke koalici připojila Národní náboženská strana.
V reakci na Šaronův plán jednostranného opuštění Gazy koalici mezi červnem a listopadem 2004 opustily strany Národní jednota a Národní náboženská strana. Šinuj opustil vládu v prosinci 2004 kvůli rozepřím nad státním rozpočtem.
V lednu 2005 do koalice vstoupila Strana práce-Meimad a Agudat Jisra'el se přidala v březnu 2005. Strana práce-Meimad v listopadu téhož roku koalici opustila, a to ve stejný měsíc, kdy se od Likudu odštěpila Kadima. Likud vystoupil z koalice v lednu 2006. Po Šaronově mrtvici se stal úřadujícím premiérem Ehud Olmert.